# ラン・ポティセル
『ラン・ポティセル』（ワイリー方式：rLangs-kyi Po-ti bSe-ru）は、パクモドゥパ政権を築いたチャンチュプ・ギェンツェンの自伝的史料。チャンチュプの業績を知る上での重要史料であるのみならず、モンゴル-サキャ派支配時代のチベットを研究する上での一級史料と位置づけられている。
『ラン氏族史』もしくは『ラン・ポティ・セルゥ』とも。

## 概要
『ラン・ポティセル』の編纂意図について、本所の末尾には以下のように記されている。
すなわち、ギャ（＝大元ウルス）とサキャ派双方が堕落・衰退する中で、自らの属するパクモドゥパが先人の犯した過ちを繰り返さないために編纂されたのが『ラン・ポティセル』であった。
中世チベット史書のほとんどがチベット仏教僧による著作であるのに対し、本書は在俗領主による著作という点が最大の特徴である。また、チャンチュプがモンゴル-サキャ派支配時代のチベットを生きた同時代人であるが故に、モンゴル支配時代にしか現れない用語（都元帥・万戸・ポンチェン）についても詳しく、しばしばモンゴル支配時代のチベット史研究に利用されている。

## 参考資料
- 山本明志「モンゴル時代のチベットにおける都元帥」『チベット・ヒマラヤ文明の歴史的展開』、2018年
- 山本明志「「サキャパ時代」から「パクモドゥパ時代」へ」『東洋史研究』79 (4)、2021年